# Anne-Mette Sørensen
Anne-Mette Sørensen (født 7. juli 1947) er en dansk tennisspiller, der repræsenterede Danmark i 21 holdkampe i Fed Cup i perioden 1972-82, og som vandt 26 individuelle Danmarksmesterskaber i tennis, heraf otte i damesingle, ni i damedouble og ni i mixed double. Hun vandt den første DM-titel i 1973 og den sidste i 1982.

## Fed Cup
Anne-Mette Sørensen repræsenterede Danmark i Fed Cup i 21 holdkampe i perioden 1972-82. I de 21 holdkampe spillede hun i alt 31 kampe, hvori hun opnåede 11 sejre og 20 nederlag, heraf syv sejre og 14 nederlag i single samt fire sejre og seks nederlag i double.
Efter sin aktive karriere var Sørensen kaptajn for holdet indtil 1991.
I 2017 blev Anne-Mette Sørensen og Tine Scheuer-Larsen som de eneste danskere tildelt den nyligt indstiftede Fed Cup Commitment Award, fordi de begge havde spillet mindst 20 Fed Cup-holdkampe i World Group.

## Internationale resultater

### Double
Turneringssejre
| Dato               | Sted            | Kategori | Underlag | Makker            | Modstandere                          | Resultat      |
| ------------------ | --------------- | -------- | -------- | ----------------- | ------------------------------------ | ------------- |
| 10. september 1973 | Ankara, Tyrkiet | ?        | Grus     | Mari-Ann Klougart | Helena Anliot Ann-Charlotte Dahlberg | 6-4, 5-7, 6-3 |

## Nationale resultater
Anne-Mette Sørensen har vundet 26 individuelle Danmarksmesterskaber i tennis i perioden fra 1973 til 1982, heraf otte i single, ni i damedouble og ni i mixed double.
- Udendørs-DM i tennis
  - Damesingle
    -  Guld (3): 1973, 1979, 1980.

  - Damedouble
    -  Guld (5): 1974 (m. Mari-Ann Klougart), 1975, 1976 (m. Helle Sparre Viragh), 1981, 1982 (m. Tine Scheuer-Larsen).

  - Mixed double
    -  Guld (3): 1975 (m. Ole Monberg), 1978 (m. Christian W. Larsen), 1982 (m. Steen Dannisgård).

- Indendørs-DM i tennis
  - Damesingle
    -  Guld (5): 1973, 1974, 1976, 1977, 1981.

  - Damedouble
    -  Guld (4): 1974 (m. Mari-Ann Klougart), 1975 (m. Anne Grete Qvist), 1981, 1982 (m. Tine Scheuer-Larsen).

  - Mixed double
    -  Guld (6): 1973 (m. Niels Knudsen), 1974, 1975 (m. Tom Christensen), 1976, 1980, 1981 (m. Ole Monberg).

Med sine 26 titler er Anne-Mette Sørensen den sjettemest vindende kvinde ved DM i tennis, kun overgået af Vera Johansen (53 titler), Hilde Sperling (51), Tine Scheuer-Larsen (44), Lisa Gram Andersen (42) og Else Støckel (39).

## Priser
- Dansk Tennis Forbunds Landskampsnål (tildelt i 1972).
- ITF Award for Services to the Game (tildelt i 1990).
- Fed Cup Commitment Award (tildelt i 2017).[1]